# Prosopocera dahomeica
Prosopocera dahomeica är en skalbaggsart som beskrevs av Aurivillius 1921. Prosopocera dahomeica ingår i släktet Prosopocera och familjen långhorningar.
Artens utbredningsområde är:
- Benin.
- Ghana.

Inga underarter finns listade i Catalogue of Life.